# 尤卡

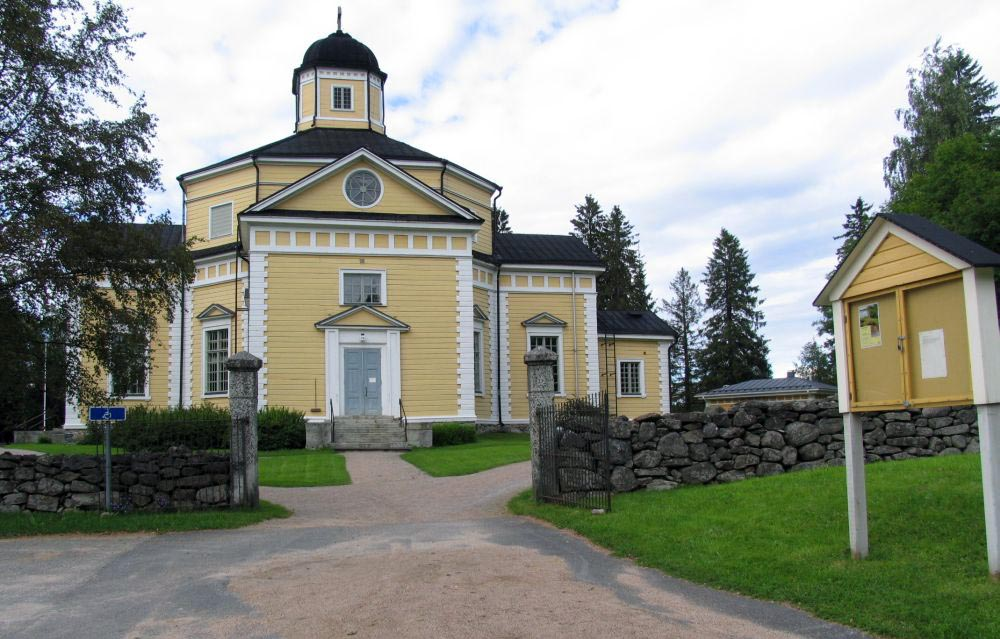
尤卡教堂

尤卡（芬蘭語：Juuka）是芬蘭北卡累利阿區的市鎮，位於該國東部，距離約恩蘇75公里，始建於1868年，面積1,847平方公里，2013年人口5,355，人口密度為每平方公里3.57人。